# Syrphoctonus nigreoauratilis
Syrphoctonus nigreoauratilis är en stekelart som beskrevs av Diller 1982. Syrphoctonus nigreoauratilis ingår i släktet Syrphoctonus och familjen brokparasitsteklar. Inga underarter finns listade i Catalogue of Life.